# 竇如蘭
竇如蘭（1528年—1575年），字子化，號晋室，直隸大名府大名縣人，明朝政治人物。

## 生平
治《詩經》，嘉靖四十三年（1564年）由府學生中式甲子科順天府鄉試第五十九名舉人，嘉靖四十四年（1565年）聯捷會試第一百九十名，殿試第三甲第二百八十六名進士。刑部观政，四十五年十月授知石首縣，隆慶四年（1570年）七月调襄阳县，五年五月擢南京户部主事，司钞江口及扬州，皆以廉聞。万历三年（1575年）四月卒，卒之前十五日，已报转北京户部山西司郎中。享年四十八。

## 家族
曾祖竇廣；祖竇紹；父竇寶（？-1578年），號逸菴，庠生封主事；前母陳氏（孝節皇后從姑）；母范氏（？-1592年），封安人。具慶下，妻錢氏，行一，弟如桂（監生）；如芝（主簿）。